# Sustenpass
Der Sustenpass an der Hauptstrasse 11 verbindet den Kanton Uri mit dem Kanton Bern. Die Passstrasse ist 45 km lang und ist eine der neueren in den Schweizer Alpen. Sie wurde zwischen 1938 und 1945 gebaut; die Einweihung erfolgte am 7. September 1946. Weil sie vor allem dem Tourismus dient, ist sie in der Regel nur von Juni bis Oktober offen.

## Lage
Die neue Sustenstrasse von 1945 beginnt in Wassen an der Nordrampe des Gotthardpasses und führt anders als die alte Sustenstrasse von 1817 an den im Meiental liegenden Dörfern mit maximal 9 Prozent Steigung vorbei. Die Passhöhe (2259 m ü. M.) wird anders als bei der alten Sustenstrasse auf 2224 m ü. M. in einem Scheiteltunnel unterquert. An der Westrampe im Berner Oberland geht der Abstieg mit ebenfalls 9 Prozent am Steingletscher vorbei durch die Orte Gadmen, Fuhren und Nessental im Gadmertal.
In Innertkirchen (Endpunkt der Meiringen-Innertkirchen-Bahn) vereinigen sich die Strassen vom Sustenpass und vom Grimselpass; an der Aareschlucht vorbei wird Meiringen erreicht.

## Geschichte
Archäologische Funde, darunter der Stamm einer Zirbelkiefer und Torf, weisen darauf hin, dass der Pass in vorgeschichtlicher Zeit zeitweise gletscherfrei war.
Der Name leitet sich ab von der obersten Alp Sust, der obersten Stafel der Guferalp. «Sust» bedeutet dabei Lager oder Warenhaus. Spätestens seit dem Mittelalter führte eine Handelsverbindung über den Susten. Sie blieb aber ausser bei zeitweisen Sperrungen immer unbedeutender als die Nord-Süd-Handelsrouten Brünig–Grimsel–Gries/Albrun im Westen und Gotthard im Osten und diente vor allem dem regionalen Verkehr.
Während der Villmergerkriege in den Jahren 1656 und 1712, als sich die Berner und die Zürcher auf der einen und die Kantone der Waldstätte mit Zug auf der anderen Seite gegenüberstanden, wurden durch Oberstleutnant L. Tillier mit dem «Hasli-Heer» die Vorbereitungen für die Grenzsicherungen auf dem Sustenpass getroffen. Auch auf der Seite Uris wurden grössere Befestigungsanlagen erbaut. Erwähnenswert sind dabei vor allem die bei natürlichen Talengnissen errichteten Bauwerke Guferschanze (mit Sperrmöglichkeit des Abflusses der Meienreuss) und die Meienschanze am Ausgang des Tales. Letztere war Schauplatz von siegreichen Kämpfen der Urner gegen eingefallene Berner im Jahre 1712 und der Franzosen gegen die Österreicher im Jahre 1799 mit rund 200 Gefallenen. Daraufhin wurde die Meienschanze von den Franzosen geschleift. Von beiden Schanzen sind nur noch spärliche Reste erhalten.
1810 beschlossen die Kantonsregierungen von Bern und Uri, die Strasse über den Susten auszubauen. Auf der Berner Seite begann man 1811 und stellte den Ausbau um 1817 fertig. Für den Bau wandte die bernische Regierung den für damalige Zeiten hohen Betrag von 210'279 alten Schweizer Franken auf. Auf der Urner Seite wurde lediglich der Abschnitt von der Passhöhe bis zur Meienschanze als Fahrweg ausgebaut (Alte Sustenstrasse). Der Weiterausbau der Strasse hinunter nach Wassen erfolgte dann erst anfangs des 20. Jahrhunderts durch den Granit-Steinbruchunternehmer Regli.

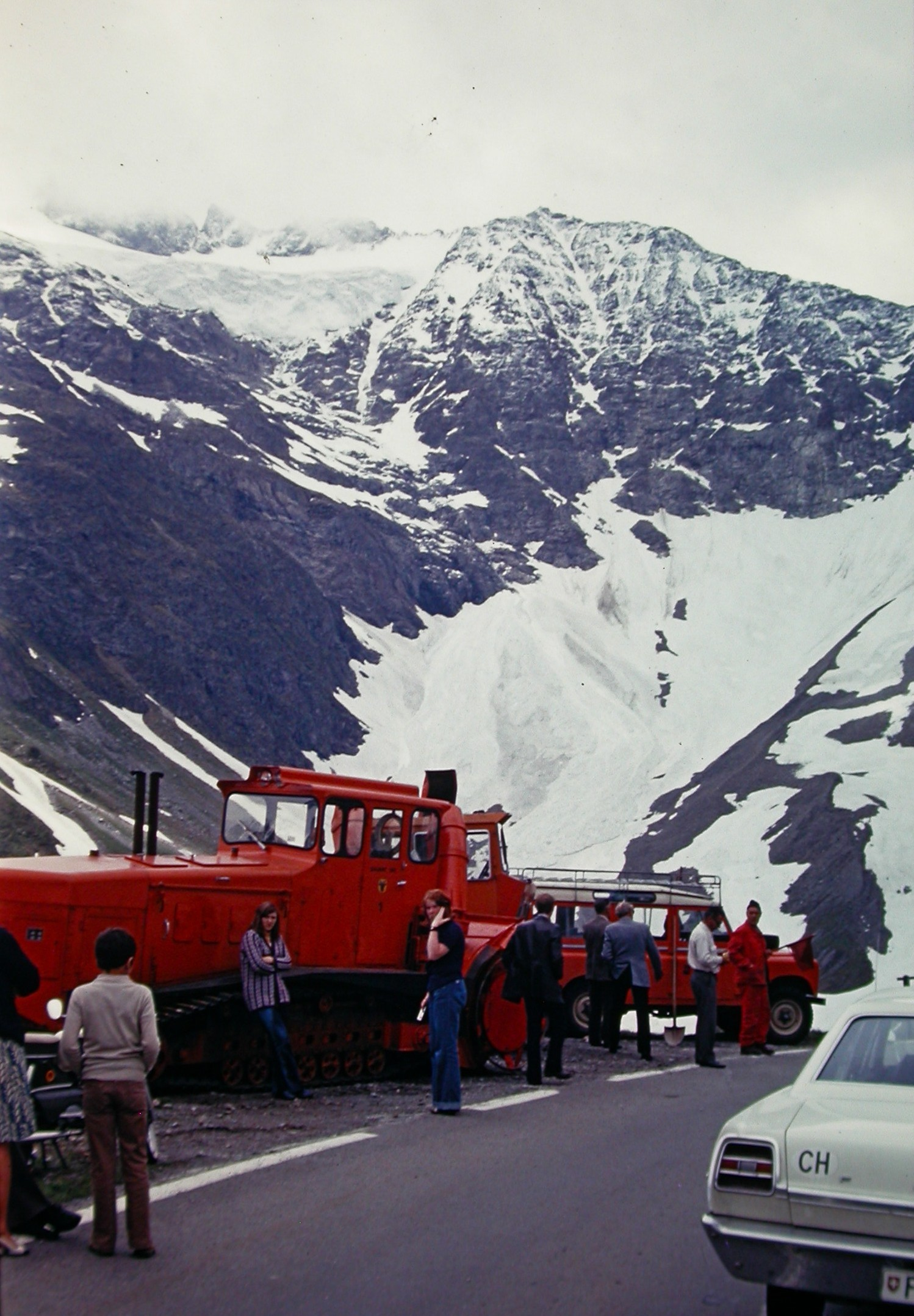
An der Sustenstrasse auf der Urner Seite 1974

Vor dem Zweiten Weltkrieg forderte die Armee aus strategischen Gründen (Rochadeachse) eine besser ausgebaute Verbindung. Die neue Strasse führt fast vollständig entlang der alten Strasse. Sie wurde mit grosszügig angelegten Serpentinen in den Hang und mit einem vor allem verteidigungstechnisch (Unterstand für Militärfahrzeuge) begründeten Scheiteltunnel gebaut. Sie wurde 1946 nach achtjähriger Bauzeit dem Verkehr übergeben. Ihr Bau hatte 32 Millionen Schweizer Franken gekostet, was nach heutigem Preisstand rund 160 Millionen Schweizer Franken ausmachen würde.
Verbunden mit dem Bau der neuen Sustenstrasse wurde diese mit der Sperrstelle Sustenpass befestigt. Diese ist noch heute erhalten.

## Verkehr
In der Sommersaison von Mitte Juni bis Mitte Oktober fahren täglich mehrere Postautos über den Pass. Diese verkehren zwischen Meiringen und Andermatt. Der Pass ist eine beliebte Motorradstrecke. Verpflegungsmöglichkeiten gibt es 5 km östlich der Passhöhe im Sustenbrüggli, auf der Passhöhe und 5 km westlich der Passhöhe im Hotel Steingletscher.

## Sustenbahn
Die beiden Ingenieure Alfred Bucher aus Kerns OW und Elias Flotron aus Meiringen BE erhielten 1898 die Konzession für eine Eisenbahn von Meiringen über den Sustenpass nach Wassen. Das Geld für diese elektrische Bahn liess sich nicht auftreiben. Zehn Jahre später trat Elias Flotron erneut mit einem Sustenbahn-Projekt an die Öffentlichkeit. Von Meiringen sollte die Bahn via Hasliberg über Gadmen zu einem Sustentunnel führen. Die Bundesversammlung lehnte das Projekt ab.

## Befahrung im Radsport

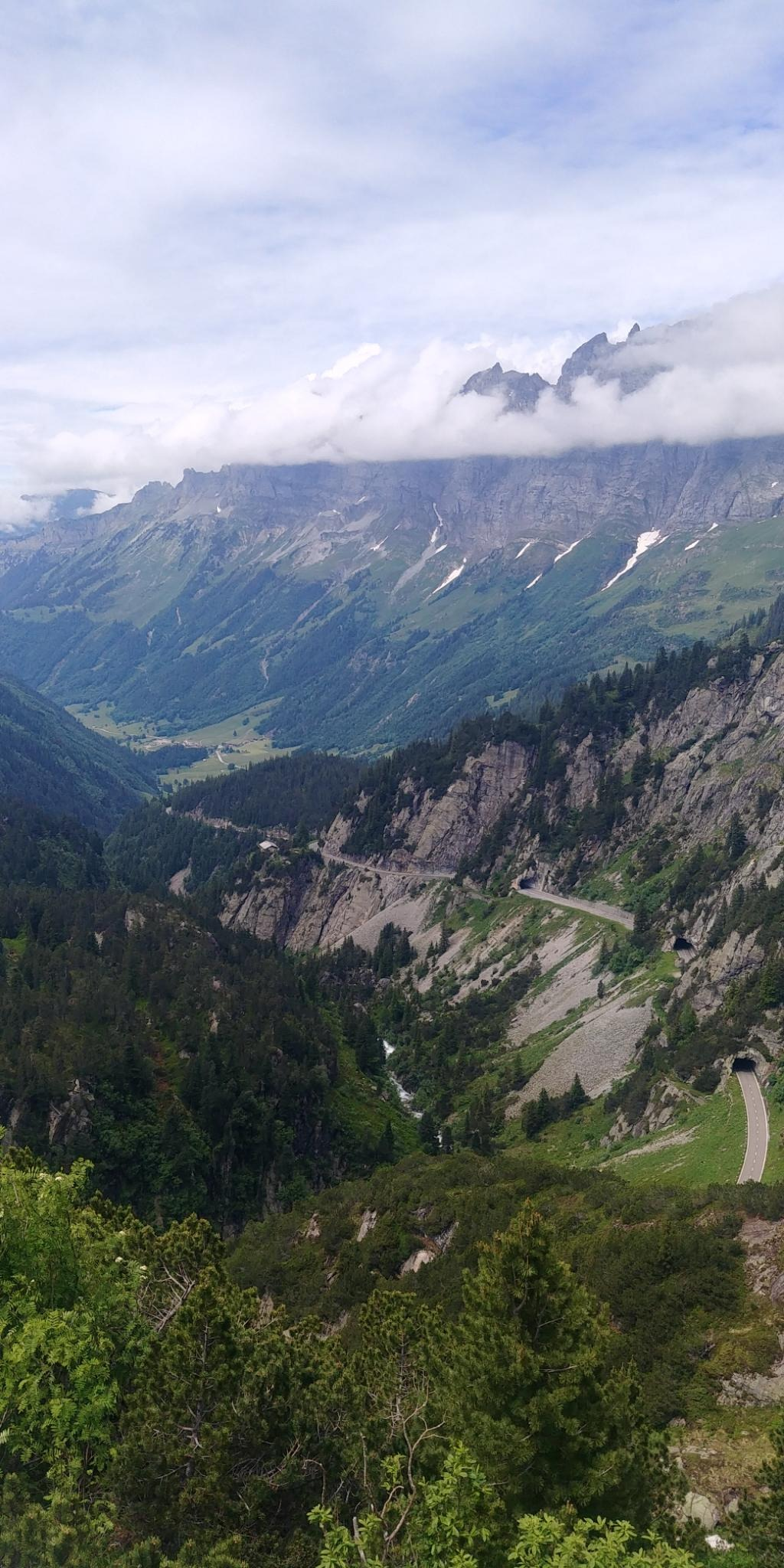
Aussicht von der drittletzten Serpentine der Westauffahrt, dem sogenannten Himmelrank, auf 1946 m. ü. M. Im Hintergrund befindet sich das Dorf Gadmen.

Der Sustenpass ist einer von mehreren schweren Alpenpässen, die beim Radmarathon Alpenbrevet befahren werden.